# Azumino
Azumino (jap. 安曇野市 Azumino-shi) – miasto w Japonii, w prefekturze Nagano, w środkowej części wyspy Honsiu.

## Położenie
Miasto leży w zachodniej części prefektury, graniczy z miastami:
- Matsumoto
- Ōmachi

## Historia
Miasto otrzymało prawa miejskie 1 października 2005 roku.

## Miasta partnerskie
- Japonia: